# Horace Jones (cầu thủ bóng đá)
Horace Jones là một cầu thủ bóng đá người Anh thi đấu ở vị trí tiền vệ thi đấu ở Football League cho Brentford.

## Thống kê sự nghiệp
| Câu lạc bộ          | Mùa giải            | Giải quốc nội        | Giải quốc nội | Giải quốc nội | Cúp FA  | Cúp FA    | Tổng    | Tổng      |
| Câu lạc bộ          | Mùa giải            | Giải quốc nội        | Số trận       | Bàn thắng     | Số trận | Bàn thắng | Số trận | Bàn thắng |
| ------------------- | ------------------- | -------------------- | ------------- | ------------- | ------- | --------- | ------- | --------- |
| Brentford           | 1922-23             | Third Division South | 3             | 0             | 0       | 0         | 3       | 0         |
| Brentford           | 1923-24             | Third Division South | 12            | 0             | 1       | 0         | 13      | 0         |
| Brentford           | 1924-25             | Third Division South | 16            | 0             | 0       | 0         | 16      | 0         |
| Tổng cộng sự nghiệp | Tổng cộng sự nghiệp | Tổng cộng sự nghiệp  | 31            | 0             | 1       | 0         | 32      | 0         |